# مات غوتيرز
مات غوتيرز (بالإنجليزية: Matt Gutierrez)‏ هو لاعب كرة قدم أمريكية أمريكي، ولد في 9 يونيو 1984 في كونكورد في الولايات المتحدة.

## وصلات خارجية
- مات غوتيرز على موقع مرجع كرة القدم المحترفة.كوم (الإنجليزية)